# Oxysterol-Binding Protein 1
Das Oxysterol-binding protein 1 (OSBP) ist ein Transportprotein für Lipide, vor allem für oxidierte Steroide.

## Eigenschaften
OSBP1 ist im Cytosol eukaryotischer Zellen am Transport von Lipiden zwischen Golgi-Apparat und dem endoplasmatischen Retikulum beteiligt und bildet einen Lipidtransporter zwischen diesen Zellorganellen. Dabei wird ein Oxysterol im Austausch gegen Phosphatidylinositol-4-phosphat (PI4P) an den Golgi-Apparat abgegeben. Das PI4P wird anschließend im endoplasmatischen Retikulum durch die Phosphatase SAC1/SACM1L dephosphoryliert.
OSBP bindet Cholesterol und eine Reihe von Oxysterolen einschließlich 25-Hydroxycholesterol. Nach Bindung von Cholesterol werden PP2A und eine Tyrosinphosphatase gebunden zu einem Proteinkomplex, der ERK1 und ERK2 dephosphoryliert. 25-Hydroxycholesterol löst den Komplex wieder auf. OSBP1 mindert die Stabilität von ABCA1 und reguliert dadurch die Exozytose von Cholesterol. Die Genexpression von SREBP1c wird durch OSBP reguliert. OSBP1 bindet auch an JAK2/STAT3.

## Regulation
OSBP1 wird durch die Proteinkinase D hemmend dephosphoryliert. Ebenso wird die Aktivität von OSBP1 durch 25-Hydroxycholesterol gehemmt, OSBP1 wechselt im Anschluss vom Cytosol an die Membran des endoplasmatischen Retikulums.

## Struktur
OSBP1 besitzt die Proteindomänen Pleckstrin Homology Domain (PH) am N-Terminus, eine FFAT Domain (zwei Phenylalanine in einer Folge saurer Aminosäuren und eine ORD Domain am C-Terminus). Die PH bindet PI4P und GTP-gebundenes Arf1. Dadurch bildet OSBP1 eine molekulare Brücke zwischen ER und Golgi. Die FFAT Domain bindet an VAP (vesicle-associated membrane protein associated protein).

## Isoformen
OSBP ist der erstbeschriebene Vertreter der OSBP-related Proteins (ORP), von denen Säuger 16 Isoformen besitzen. In Hefen kommen 7 Isoformen vor.